# Миноносцы типа «Трад»
Миноносцы типа «Trad» — миноносцы в составе ВМС Таиланда времён Второй мировой войны. Спроектированы в Италии на базе миноносцев типа «Спика». Строились в Генуе, на верфи Монфальконе.
Участвовали во Второй Мировой войне, в том числе во франко-тайской войне. Миноносцы «Chonburi» и «Songhkla» потоплены артиллерийским огнем французских кораблей в бою у Ко-Чанга. 6 из 7 уцелевших кораблей сданы на слом в 1970-е, а миноносец «Chumpohn» переоборудован в музей.

## Представители проекта
| Название     | Закладка   | Спуск на воду | Вступление в строй | Судьба                                             |
| ------------ | ---------- | ------------- | ------------------ | -------------------------------------------------- |
| «Trad»       | 09.02.1934 | 29.9.1935     | 19.3.1936          | Списан 26.11.1975                                  |
| «Phuket»     | 7.1.1934   | 26.10.1935    | 19.3.1936          | Списан 26.11.1975                                  |
| «Pattani»    | 31.3.1935  | 28.11.1936    | 5.10.1938          | Списан 26.11.1975                                  |
| «Surasdra»   | 31.3.1935  | 14.11.1936    | 5.10.1938          | Списан 23.11.1977                                  |
| «Chandaburi» | 6.6.1936   | 26.11.1936    | 5.10.1938          | Списан 16.12.1976                                  |
| «Rayong»     | 6.6.1936   | 16.12.1936    | 5.10.1938          | Списан 16.12.1976                                  |
| «Chumporn»   | 7.7.1936   | 12.01.1937    | 5.10.1938          | Списан 26.11.1975. Переоборудован в корабль-музей. |
| «Cholburi»   | 22.8.1936  | 18.1.1937     | 5.10.1938          | Погиб 17.1.1941                                    |
| «Songkhla»   | 29.8.1936  | 10.02.1937    | 5.10.1938          | Погиб 17.1.1941                                    |